# Хрустальненська селищна рада
Хруста́льненська се́лищна ра́да — орган місцевого самоврядування у складі Краснолуцької міської ради Луганської області. Адміністративний центр — селище міського типу Хрустальне.

## Загальні відомості
- Хрустальненська селищна рада утворена в 1938 році.
- Територія ради: 8,6 км²
- Населення ради: 3 442 особи (станом на 2001 рік)
- Територією ради протікають річки Хрустальна, Міус.

## Населені пункти
Селищній раді підпорядковані населені пункти:
- смт Хрустальне
- смт Княгинівка
- с-ще Хрустальний

## Склад ради
Рада складається з 16 депутатів та голови.
- Голова ради: Лисенко Євген Миколайович
- Секретар ради: Ступіна Любов Борисівна

### Керівний склад попередніх скликань
| ПІБ                       | Основні відомості                                                                    | Дата обрання | Дата звільнення |
| ------------------------- | ------------------------------------------------------------------------------------ | ------------ | --------------- |
| Лисенко Євген Миколайович | Селищний голова, 1957 року народження, освіта середня загальна, безпартійний         | 26.03.2006   | 31.10.2010      |
| Лисенко Євген Миколайович | Селищний голова, 1957 року народження, освіта середня загальна, член Партії регіонів | 31.10.2010   |                 |

Примітка: таблиця складена за даними джерела

### Депутати
За результатами місцевих виборів 2010 року депутатами ради стали:

#### За суб'єктами висування
| Суб'єкт висування | Кількість обраних депутатів | %    |
| ----------------- | --------------------------- | ---- |
| Партія регіонів   | 15                          | 93,8 |
| Самовисування     | 1                           | 6,3  |

#### За округами
| № округу        | Прізвище, ім'я, по батькові        | Дата визнання обраним | Освіта                    | Партійна приналежність | Відомості про обраного депутата                          |
| --------------- | ---------------------------------- | --------------------- | ------------------------- | ---------------------- | -------------------------------------------------------- |
| Партія регіонів |                                    |                       |                           |                        |                                                          |
| 2               | Івах Володимир Васильович          | 03.11.2010            | Освіта вища               | член Партії регіонів   | ДВАТ "Шахта «Хрустальська», майстер підривник            |
| 3               | Ступіна Любов Борисівна            | 03.11.2010            | Освіта вища               | член Партії регіонів   | Хрустальненська селищна рада, секретар ради              |
| 4               | Шевченко Алла Михайлівна           | 03.11.2010            | Освіта середня спеціальна | член Партії регіонів   | Вахрушевська міська лікарня, медична сестра              |
| 5               | Карпачова Наталія Геннадіївна      | 03.11.2010            | Освіта вища               | член Партії регіонів   | загальноосвітня школа № 33, завуч                        |
| 6               | Семяниста Любов Георгіївна         | 03.11.2010            | Освіта середня            | член Партії регіонів   | приватний підприємець                                    |
| 7               | Коновалова Валентина Володимирівна | 03.11.2010            | Освіта середня            | член Партії регіонів   | пенсіонер                                                |
| 8               | Пухальський Микола Григорійович    | 03.11.2010            | Освіта середня спеціальна | член Партії регіонів   | ДВАТ "Шахта «Міусинська», прохідник                      |
| 9               | Кравченко Олександра Прокопіївна   | 03.11.2010            | Освіта середня            | член Партії регіонів   | ДВАТ "Шахта «Міусинська», охоронець                      |
| 10              | Бакалов Микола Сергійович          | 03.11.2010            | Освіта середня спеціальна | член Партії регіонів   | ДВАТ «Шахта „Міусинська“, роздатник вибухових матеріалів |
| 11              | Коваленко Людмила Володимирівна    | 03.11.2010            | Освіта середня спеціальна | член Партії регіонів   | пенсіонер                                                |
| 12              | Суховерхов Віктор Миколайович      | 03.11.2010            | Освіта середня            | член Партії регіонів   | тимчасово не працює                                      |
| 13              | Коловоротний Олександр Віталійович | 03.11.2010            | Освіта середня спеціальна | член Партії регіонів   | КП „ Луганськвода“, слюсар                               |
| 14              | Шемєтов Андрій Олександрович       | 03.11.2010            | Освіта середня            | член Партії регіонів   | ВП „Шахта“ Княгиненська», ланковий прохідників           |
| 15              | Маленко Олена Миколаївна           | 03.11.2010            | Освіта середня            | член Партії регіонів   | Хрустальненська селищна рада, землевпорядник             |
| 16              | Надьожин Володимир Сергійович      | 03.11.2010            | Освіта вища               | член Партії регіонів   | ДВАТ «Шахта ім. Ізвестій», диспетчер                     |
| Самовисування   |                                    |                       |                           |                        |                                                          |
| 1               | Юрченко Євген Володимирович        | 03.11.2010            | Освіта середня спеціальна | позапартійний          | тимчасово не працює                                      |